# Prefektura apostolska Robe
Prefektura apostolska Robe – jednostka podziału administracyjnego Kościoła katolickiego w Etiopii. Powstała w 2012.